# Takanobu Okabe
Takanobu Okabe (japanska 岡部 孝信), född 26 oktober 1970 i Shimokawa, Hokkaido, är en japansk backhoppare som tävlar för Yukijirushi Nyūgyō (japanska: 雪印乳業株式会社 - engelska: Snow Brand Milk Products Co., Ltd.).

## Karriär
Takanobu Okabe började med backhoppning då han var sju år. Sin internationella debut hade han i Världscupen i backhoppning i Sapporo 16 december 1989. Sina första världscup-poeng tog han 1993. Samma år deltog han i Skid-VM i Falun og tog fjortondeplatsen i normalbacken och tolfteplatsen i stora backen. 11 mars 1993 tok han en pallplacering i Världscupen (i Lillehammer) för första gången.
Under Olympiska spelen 1994 i Lillehammer tog Okabe en silvermedalj tillsammans med de japanska lagkompisarna  (Jin’ya Nishikata, Noriaki Kasai och Masahiko Harada) i laghoppningen. 
Säsongen 1993/1994 i Världscupen blev lyckad för Okabe med en sjundeplats sammanlagd. I VM 1995 i Thunder Bay tog han något överraskande guld individuellt i normalbacken. Han var även med i det japanska laget som tog bronset i laghoppningen. japanska laget var 13,2 poäng efter segrande Tyskland.
I Världscupen fortsatte framgångarna de nästa säsongerna. Han tog en femteplats sammanlagd i säsongen 1994/1995 och en fjärdeplats i säsongen 1996/1997, hans bästa resultat sammanlagd i Världscupen hittills (2012). Han segrade i deltävlingar 7 december 1996 (Lahtis), 8 februari 1997 (Kulm), 22 mars 1997 (Planica), 1 mars 1998 (Vikersund) och 10 mars 2009 (Kuopio). Vid segern i Kuopio var Okabe 38 år gammal och var därmed den äldste som någonsin vunnit en världscuptävling.
Takanobu Okabe var i det japanska laget som erövrade guldet i OS 1998 på hemmaplan. Japanska laget (Takanobu Okabe, Hiroya Saitō, Masahiko Harada och Kazuyoshi Funaki) var hela 35,6 poäng före tyska laget. Okabe tog också en sjättepalts i stora backen.
Han har även VM-medaljer i lagtävlingarna i Trondheim 1997 (silver, 50,3 poäng efter segrande finska laget), Sapporo 2007 (brons efter österrikiska och norska lagen) (och Liberec 2009 (åter igen efter Österrike och Norge).
På hemmaplan i Sapporo 29 januari 2012 var han den äldste någonsin att hoppa i en världscuptävling, 41 år och 95 dagar gammal. Takanobu Okabe har backrekordet i HS131-backen i Hakuba, Nagano (tillsammans med Masahiko Harada) med 137 meter, satt under OS 17 februari 1998. Han har även backrekordet i K90-backen i Thunder Bay satt under VM-tävlingarna 11 mars 1995. Hans längsta hopp är 217,5 meter satt i Planica 2006.